# You'll Rebel to Anything
You'll Rebel to Anything är ett album av New York-bandet Mindless Self Indulgence, utgivet den 12 april 2005 på Metropolis Records. Albumet släpptes utanför USA den 5 november i en utökad och remastrad version. Den 22 januari 2008 släpptes en remastrad version av albumet i USA. En japansk version av den remastrade utgåvan släpptes den 5 mars med en demoversion av "Bomb This Track", det slutliga spåret finns på albumet "if".

## Låtlista
1. "Shut Me Up" - 2:48
2. "1989" - 1:57
3. "Straight to Video" - 3:44
4. "Tom Sawyer" - 2:24 (Rush-cover)
5. "You'll Rebel to Anything (As Long As It's Not Challenging)" - 2:32
6. "What Do They Know?" - 3:08
7. "Stupid MF" - 2:25
8. "2 Hookers and an Eightball" - 2:17
9. "Prom" - 2:28
10. "Bullshit" - 5:12